# Den fremmede (roman)
 For alternative betydninger, se Den fremmede. (Se også artikler, som begynder med Den fremmede)
Den fremmede er en roman af Albert Camus.

## Handlingen
I Algier lever romanens fortæller Mersault et ganske almindeligt liv. En dag dør hans mor, og han tager fri fra arbejdet for at rejse til alderdomshjemmet, hvor hun har boet de sidste år, og hvorfra begravelsen også skal foregå. Dagen efter begravelsen møder han en pige, som han kendte for år tilbage, og de indleder et forhold. Mersault stifter også  bekendtskab med alfonsen Raymond. Det giver en række forviklinger, og Mersault hjælper Raymond med at straffe en pige for utroskab. Det ene leder til det andet, og Mersault kommer i et opgør til at dræbe et andet menneske.
I retten bliver han kendt skyldig og dømt til døden. Tiden indtil henrettelsen 
oplever han på en mærkelig søvngængeragtig måde uden rigtig at forstå meningen med det – med sig selv – eller med verden. Idet en præst forsøger at indgyde ham håb og frelse, vågner Mersault af døsen og accepterer sit tilfældige liv – sin skæbne – og føler sig dermed lykkelig.
Spørgsmålet er så, om det er det fremmede mordoffer eller Mersault selv, der er "den fremmede"...